# Pascal Légitimus
Pour les articles homonymes, voir Légitimus.
Pascal Légitimus est un humoriste, acteur, scénariste, réalisateur et producteur du cinéma français né le 13 mars 1959 à Paris.
Il est le fils d'une mère française d'origine arménienne et de l'acteur français Théo Légitimus, d’ascendance guadeloupéenne et martiniquaise.
Il fait partie du trio comique Les Inconnus.

## Biographie

### Jeunesse et famille
Pascal Légitimus est né le 13 mars 1959 à Paris. 
Il est le fils de l'acteur antillais Théo Légitimus (1929-2017), d'ascendance éthiopienne,, et de la couturière (costumière) de théâtre arménienne Madeleine Kambourian. Il est également le petit-fils par son père de la comédienne martiniquaise Darling Légitimus (1907-1999) et du journaliste guadeloupéen Étienne Légitimus (1903-1982), et le neveu du producteur de télévision Gésip Légitimus.
Enfin, il est l'arrière-petit-fils de l'homme politique Hégésippe Jean Légitimus, qui fut député-maire de Pointe-à-Pitre.
Entouré de nombreux frères, sœurs, cousins et cousines, pour la plupart artistes dans différents secteurs, Pascal Légitimus se découvre très vite une vocation d'acteur. Il est par ailleurs un cousin de Laurent Voulzy.
|  |                                                                                        |  |  |  |  |  |  |  |  |  |  |  |  |  |  |  |  |  |  |
|  | Jean Légitimus (1816 Éthiopie-1852 Saint-Louis de Marie-Galante)                       |  |  |  |  |  |  |  |  |  |  |  |  |  |  |  |  |  |  |
|  |                                                                                        |  |  |  |  |  |  |  |  |  |  |  |  |  |  |  |  |  |  |
|  |                                                                                        |  |  |  |  |  |  |  |  |  |  |  |  |  |  |  |  |  |  |
|  | Jean Pierre Légitimus (1846 Saint-Louis de Marie-Galante-1884 Pointe-à-Pitre)          |  |  |  |  |  |  |  |  |  |  |  |  |  |  |  |  |  |  |
|  |                                                                                        |  |  |  |  |  |  |  |  |  |  |  |  |  |  |  |  |  |  |
|  |                                                                                        |  |  |  |  |  |  |  |  |  |  |  |  |  |  |  |  |  |  |
|  | Jeanne Légitimafau (1825 Saint-Louis de Marie-Galante- ? )                             |  |  |  |  |  |  |  |  |  |  |  |  |  |  |  |  |  |  |
|  |                                                                                        |  |  |  |  |  |  |  |  |  |  |  |  |  |  |  |  |  |  |
|  |                                                                                        |  |  |  |  |  |  |  |  |  |  |  |  |  |  |  |  |  |  |
|  | Hégésippe Jean Légitimus (1868 en Guadeloupe - 1944) député et maire de Pointe-à-Pitre |  |  |  |  |  |  |  |  |  |  |  |  |  |  |  |  |  |  |
|  |                                                                                        |  |  |  |  |  |  |  |  |  |  |  |  |  |  |  |  |  |  |
|  |                                                                                        |  |  |  |  |  |  |  |  |  |  |  |  |  |  |  |  |  |  |
|  | Héloïse Moulon (1845 Grand-Bourg de Marie-Galante- ?)                                  |  |  |  |  |  |  |  |  |  |  |  |  |  |  |  |  |  |  |
|  |                                                                                        |  |  |  |  |  |  |  |  |  |  |  |  |  |  |  |  |  |  |
|  |                                                                                        |  |  |  |  |  |  |  |  |  |  |  |  |  |  |  |  |  |  |
|  | Coralie Moulon ( ?-1868 Baie-Mahault)                                                  |  |  |  |  |  |  |  |  |  |  |  |  |  |  |  |  |  |  |
|  |                                                                                        |  |  |  |  |  |  |  |  |  |  |  |  |  |  |  |  |  |  |
|  |                                                                                        |  |  |  |  |  |  |  |  |  |  |  |  |  |  |  |  |  |  |
|  | Victor Étienne Légitimus (1903 en Guadeloupe - 1982) : journaliste                     |  |  |  |  |  |  |  |  |  |  |  |  |  |  |  |  |  |  |
|  |                                                                                        |  |  |  |  |  |  |  |  |  |  |  |  |  |  |  |  |  |  |
|  |                                                                                        |  |  |  |  |  |  |  |  |  |  |  |  |  |  |  |  |  |  |
|  | Clémence Birman (? - ?)                                                                |  |  |  |  |  |  |  |  |  |  |  |  |  |  |  |  |  |  |
|  |                                                                                        |  |  |  |  |  |  |  |  |  |  |  |  |  |  |  |  |  |  |
|  |                                                                                        |  |  |  |  |  |  |  |  |  |  |  |  |  |  |  |  |  |  |
|  | Théo Légitimus (1929 - 2017) : acteur                                                  |  |  |  |  |  |  |  |  |  |  |  |  |  |  |  |  |  |  |
|  |                                                                                        |  |  |  |  |  |  |  |  |  |  |  |  |  |  |  |  |  |  |
|  |                                                                                        |  |  |  |  |  |  |  |  |  |  |  |  |  |  |  |  |  |  |
|  | Marie Berthilde Paruta dite Darling Légitimus (1907 en Martinique - 1999) : actrice    |  |  |  |  |  |  |  |  |  |  |  |  |  |  |  |  |  |  |
|  |                                                                                        |  |  |  |  |  |  |  |  |  |  |  |  |  |  |  |  |  |  |
|  |                                                                                        |  |  |  |  |  |  |  |  |  |  |  |  |  |  |  |  |  |  |
|  | Marie Joseph Oculine Paruta (1874 en Martinique - ?)                                   |  |  |  |  |  |  |  |  |  |  |  |  |  |  |  |  |  |  |
|  |                                                                                        |  |  |  |  |  |  |  |  |  |  |  |  |  |  |  |  |  |  |
|  |                                                                                        |  |  |  |  |  |  |  |  |  |  |  |  |  |  |  |  |  |  |
|  | Pascal Légitimus (1959)                                                                |  |  |  |  |  |  |  |  |  |  |  |  |  |  |  |  |  |  |
|  |                                                                                        |  |  |  |  |  |  |  |  |  |  |  |  |  |  |  |  |  |  |
|  |                                                                                        |  |  |  |  |  |  |  |  |  |  |  |  |  |  |  |  |  |  |
|  | Onnik Kambourian                                                                       |  |  |  |  |  |  |  |  |  |  |  |  |  |  |  |  |  |  |
|  |                                                                                        |  |  |  |  |  |  |  |  |  |  |  |  |  |  |  |  |  |  |
|  |                                                                                        |  |  |  |  |  |  |  |  |  |  |  |  |  |  |  |  |  |  |
|  | Mirhan Kambourian (1893-1963)                                                          |  |  |  |  |  |  |  |  |  |  |  |  |  |  |  |  |  |  |
|  |                                                                                        |  |  |  |  |  |  |  |  |  |  |  |  |  |  |  |  |  |  |
|  |                                                                                        |  |  |  |  |  |  |  |  |  |  |  |  |  |  |  |  |  |  |
|  | Nectar Eguinian (1865-1942)                                                            |  |  |  |  |  |  |  |  |  |  |  |  |  |  |  |  |  |  |
|  |                                                                                        |  |  |  |  |  |  |  |  |  |  |  |  |  |  |  |  |  |  |
|  |                                                                                        |  |  |  |  |  |  |  |  |  |  |  |  |  |  |  |  |  |  |
|  | Madeleine Alice Kambourian (1932-1974) : couturière                                    |  |  |  |  |  |  |  |  |  |  |  |  |  |  |  |  |  |  |
|  |                                                                                        |  |  |  |  |  |  |  |  |  |  |  |  |  |  |  |  |  |  |
|  |                                                                                        |  |  |  |  |  |  |  |  |  |  |  |  |  |  |  |  |  |  |
|  | Garabed Pattoukian                                                                     |  |  |  |  |  |  |  |  |  |  |  |  |  |  |  |  |  |  |
|  |                                                                                        |  |  |  |  |  |  |  |  |  |  |  |  |  |  |  |  |  |  |
|  |                                                                                        |  |  |  |  |  |  |  |  |  |  |  |  |  |  |  |  |  |  |
|  | Yéranouhi Pattoukian (1899-1982)                                                       |  |  |  |  |  |  |  |  |  |  |  |  |  |  |  |  |  |  |
|  |                                                                                        |  |  |  |  |  |  |  |  |  |  |  |  |  |  |  |  |  |  |
|  |                                                                                        |  |  |  |  |  |  |  |  |  |  |  |  |  |  |  |  |  |  |
|  | ? Aghavnie                                                                             |  |  |  |  |  |  |  |  |  |  |  |  |  |  |  |  |  |  |
|  |                                                                                        |  |  |  |  |  |  |  |  |  |  |  |  |  |  |  |  |  |  |
|  |                                                                                        |  |  |  |  |  |  |  |  |  |  |  |  |  |  |  |  |  |  |

### Vie privée
Pascal Légitimus est  le papa d'une première fille, Luna Darling née en 1996 d’une première relation. De 1996 à 2003, il est le compagnon de la chanteuse Pauline Ester. En 2004, il rencontre la productrice et comédienne Adriana Santini, qu'il a épousée en 2010. L'année suivante naît leur fille Alicia-Belle.

### Débuts et révélation comique (années 1970-1990)

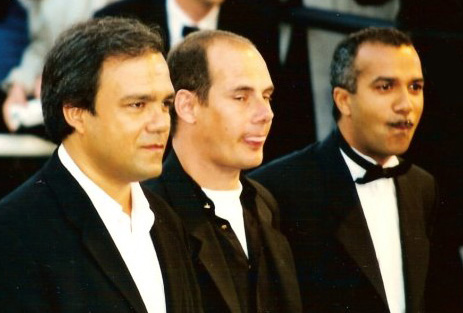
Pascal Légitimus avec Didier Bourdon et Bernard Campan, au festival de Cannes 1996.

Il connaît ses premiers succès d'acteur au lycée Claude-Bernard [où?] où il acquiert une très grande notoriété. Au milieu des années 1970, il y fonde (avec ses amis Éric Civanyan et Daniel Schick) un « club théâtre », dans lequel il initie de nombreux camarades à l'art difficile de l'improvisation.
Au début des années 1980, la France le découvre à la télévision, parmi d'autres jeunes comédiens (ayant fait depuis de belles carrières), dans la fameuse émission de Philippe Bouvard, Le Petit Théâtre de Bouvard. À l’époque, ils étaient cinq avec Seymour Brussel et Smaïn, le groupe étant initialement connu sous le nom des Cinq de Bouvard.
En 1983, Pascal fait une petite apparition dans le court-métrage (SOS Charlots) avec Les Charlots.
À partir de l'année 1985, en compagnie de Bernard Campan et Didier Bourdon, il connaît un succès phénoménal avec le trio comique Les Inconnus. Ils se lancent au cinéma avec Les Trois Frères un succès critique et commercial de l'année 1995 récompensé par le César de la meilleure première œuvre.
Pour des raisons juridiques, il n'est pas crédité officiellement aux projets suivants de la bande. Didier Bourdon et Bernard Campan sont donc les seules têtes d'affiche de Le Pari, en 1997, et de L'Extraterrestre, en 2000. De son côté, il écrit, réalise et produit le film Antilles sur Seine, dans lequel il tient plusieurs rôles. En 2001, ils se retrouvent pour Les Rois mages.

### Vers un registre dramatique (années 2000)

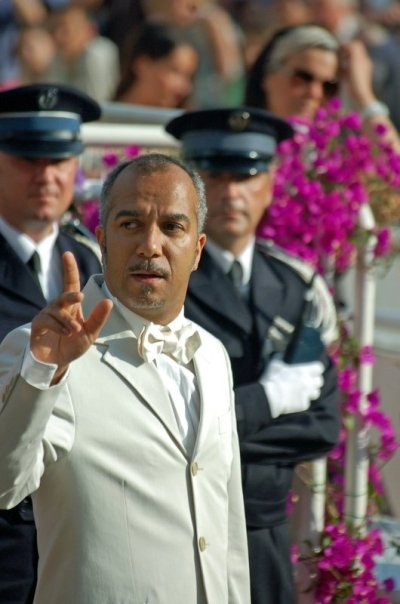
Pascal Légitimus au festival de Cannes 2006.

Comme son collègue Bernard Campan, il s'aventure dans un registre dramatique, mais à la télévision entre 1998 et 2003, il est le héros de la série policière noire Crimes en série, de Patrick Dewolf, le temps d'une dizaine d'épisodes diffusés sur France 2.
Il continue vers un genre plus familial entre 2006 et 2009, il joue le patriarche de la série Les Tricheurs, mais le programme ne dépasse pas le cap de trois épisodes sur France 3.
Au cinéma, il se contente de rôles secondaires dans des films comme Saint-Jacques… La Mecque de Coline Serreau, en 2005, Demandez la permission aux enfants, d'Éric Civanyan, en 2007, Bancs publics (Versailles Rive-Droite), de Bruno Podalydès, en 2009 ou encore Mince alors!, de Charlotte de Turckheim, en 2012.

### Mise en scène et théâtre (années 2010)
C'est plutôt au niveau de la mise en scène qu'il se distingue, en dirigeant une poignée d'humoristes, et ce après avoir collaboré à de multiples reprises avec Laurent Ruquier. Mais c'est en 2008 qu'il connait un joli succès, avec la pièce Plus si affinités, élaborée avec Mathilda May et mise en scène par Gil Galliot, au Le Splendid. En 2009, ils passent au Casino de Paris, et en 2010, au Théâtre du Gymnase.
En 2011, il passe au stand-up avec son Alone Man Show, toujours mis en scène par Gil Galliot, et cette fois au Palace, où il revient avec humour sur ses racines arméniennes et antillaises.
En 2014, il retrouve Didier Bourdon et Bernard Campan pour Les Trois Frères : le retour les critiques sont mauvaises mais le film dépasse les 2 millions d'entrées.
Il revient au théâtre en 2017 pour une nouvelle pièce, Non à l'argent !, imaginée par Flavia Coste et mise en scène par Anouche Setbon. Il y a pour partenaires Julie de Bona, Philippe Lelievre et Claire Nadeau. Après le Théâtre des Variétés et une tournée en France, l'équipe se reforme en 2019, cette fois au Théâtre des Bouffes-Parisiens.

## Théâtre

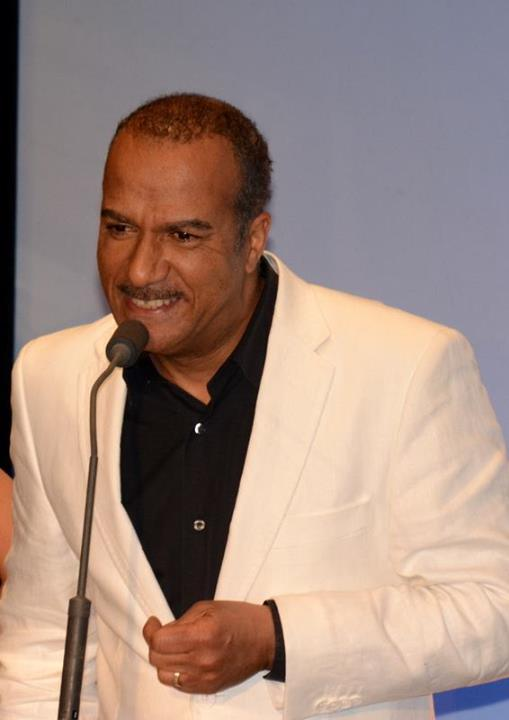
Pascal Légitimus à la cérémonie des Prix Lumières 2014.

### Metteur en scène
- 1993 : Elie Semoun et Dieudonné, Théâtre du Splendid Saint-Martin
- 1995 : Pierre Palmade, Théâtre du Gymnase Marie Bell
- 1995 : Cette nuit ou jamais pièce de et avec Anne-Marie Étienne, Théâtre du Lucernaire
- 1997 : Laurent Ruquier enfin gentil, Théâtre Grévin
- 1998 : Laurent Ruquier encore gentil ?, Casino de Paris, tournée
- 1998-2003 : Anthony Kavanagh
- 1999 : Arnaud Gidoin au Petit Palais des Glaces
- 2000 : Laurent Ruquier, Gentil pour la dernière fois ? de Laurent Ruquier, Théâtre de Paris
- 2001-2003 : Stéphane Rousseau, adaptation de son one-man show
- 2002 : Les 2BN, Théâtre du Point-Virgule
- 2003-2005 : C'est Clair Clair, one woman show, Théâtre du Splendid Saint-Martin, Théâtre Le Temple, Théâtre de 10 heures
- 2003 : Cyrano 2 de Cédric Clodic, Michel Vignaud, Théâtre du Splendid Saint-Martin
- 2004 : Le Clan des divorcées de Alil Vardar, La Grande Comédie.
- 2004 : Arnaud Gidoin - La Routine d'Arnaud Gidoin, Théâtre Trévise, Comédie de Paris
- 2007 : En chair et en noce de Pascal Légitimus, Didier Gustin, Comédie-Caumartin, Théâtre de la Gaîté-Montparnasse
- 2009 : Cinq de Cœur - Métronome, Théâtre Le Ranelagh
- 2011 : Réaction en chaînes, pièce de Smaïn et Jean-Marc Longval

### Comédien
- 1981 : À Memphis, il y a un homme d’une force prodigieuse de Jean Audureau, mise en scène Henri Ronse, Comédie-Française au Théâtre de l'Odéon
- 1982 : Les Enfants de Zombi de Georges Desportes, mise en scène Benjamin Jules-Rosette, en Guadeloupe (Festival)[5]
- 2001 : Une demande en mariage farce d’Anton Tchekhov, Ivan Vassilielievitch Lomov, Festival "Les Nuits de Quadrille" Rouen
- 2003 : Nuit d'ivresse de Josiane Balasko, avec Michèle Bernier, Théâtre de la Renaissance
- 2008 : Plus si affinités de et par Mathilda May et Pascal Légitimus, mise en scène Gil Galliot, Le Splendid
- 2009 : Plus si affinités de et par Mathilda May et Pascal Légitimus, mise en scène Gil Galliot, Casino de Paris
- 2010 : Plus si affinités de et par Mathilda May et Pascal Légitimus, mise en scène Gil Galliot, Théâtre du Gymnase
- 2011 : Alone Man Show de et par Pascal Légitimus, mise en scène Gil Galliot, Le Palace
- 2015 : Alone Man Show de et par Pascal Légitimus, mise en scène Gil Galliot, Bobino
- 2017 : Non à l'argent ! de Flavia Coste, mise en scène Anouche Setbon, avec Julie de Bona, Philippe Lelievre et Claire Nadeau, Théâtre des Variétés et en tournée
- 2019 : Non à l'argent ! de Flavia Coste, mise en scène Anouche Setbon, Théâtre des Bouffes Parisiens
- 2019 : L'ordre des choses de Marc Fayet, mise en scène Richard Berry, en tournée (en remplacement de Gérard Darmon)
- 2022 : L'Invitation de Hadrien Raccah, mise en scène Philippe Lellouche, Théâtre des Bouffes-Parisiens
- 2024 : Le Duplex de Didier Caron, mise en scène de l'auteur, théâtre de Paris
- 2025 : Le Bémol de Cyril Massarotto, mise en scène Anne Bouvier, théâtre des Variétés

## Filmographie

### Comme acteur

#### Cinéma
- 1982 : Anton Muze de Philippe Setbon : Ghislain
- 1984 : Pinot simple flic de Gérard Jugnot : Thomas, dit "Tom"
- 1985 : Le Quatrième Pouvoir de Serge Leroy : le technicien TV
- 1985 : Le téléphone sonne toujours deux fois !! de Jean-Pierre Vergne : Blacky
- 1986 : Black Mic Mac de Thomas Gilou : le CRS noir
- 1987 : L'Œil au beur(re) noir de Serge Meynard : Denis
- 1991 : Génial, mes parents divorcent ! de Patrick Braoudé : Le gardien du Stade
- 1992 : Siméon d'Euzhan Palcy : Philomène Junior
- 1993 : Paranoïa de Frédéric Forestier (CM)
- 1994 : Lumière noire de Med Hondo (CM)
- 1994 : Neuf mois de Patrick Braoudé : le gynécologue débutant
- 1995 : Les Trois Frères de Didier Bourdon et Bernard Campan : Pascal Latour
- 1997 : L'Homme idéal de Xavier Gélin : Stéphane
- 1997 : Le Pari de Didier Bourdon et Bernard Campan : brève apparition et scènes coupées au montage
- 1997 : L'annonce faite à Marius de Harmel Sbraire : Marius
- 2000 : Antilles sur Seine de lui-même : DJ/Le grand-père/Mme Dorval, la concierge/Le chauffeur de taxi/La postière
- 2001 : Les Rois mages de Bernard Campan et Didier Bourdon : Gaspard
- 2003 : Le Pharmacien de garde de Jean Veber : Tony, le travesti
- 2003 : Les Amateurs de Martin Valente : Jimmy
- 2005 : Saint-Jacques… La Mecque de Coline Serreau : Guy
- 2006 : Madame Irma de Didier Bourdon : Ludo
- 2007 : New Délire de Éric Le Roch : le 1er présentateur / Bobby (voix)
- 2007 : Demandez la permission aux enfants d'Éric Civanyan : Francis
- 2009 : Bancs publics (Versailles Rive-Droite) de Bruno Podalydès : client à la foreuse
- 2011 : Bien au-delà de Julien Allary (CM) : Paco
- 2012 : Mince alors! de Charlotte de Turckheim : Freddy
- 2013 : Bienvenue aux Acteurs Anonymes de Mathias Gomis (CM) : Lui-même
- 2013 : Rencontre de Pascal Lastrajoli (CM) : Bienvenu
- 2014 : Les Trois Frères : le retour de lui-même, Didier Bourdon et Bernard Campan : Pascal Latour
- 2016 : La Loi de la jungle de Antonin Peretjatko : Duplex
- 2021 : Dernière station de Pierre Ferrière (CM) : le Client
- 2021 : Le destin du mois de Pierre Ferrière (CM)
- 2022 : Envol de Frédéric Cerulli : L'huissier
- 2023 : À la belle étoile de Sébastien Tulard : Bouchard

#### Télévision

##### Téléfilms
- 1983 : SOS Charlots de Jean-Paul Jaud (avec Les Charlots)
- 1998 : Jeudi 12 de Patrick Vidal : Patrick Dubreuil
- 2000 : Oncle Paul de Gérard Vergez, France 2
- 2003 : Un homme presque idéal de Christiane Lehérissey, France 2
- 2004 : Joe Pollox et les mauvais esprits de Jérôme Foulon, France 3
- 2004 : Les Cascadeurs de  Laurent Germain-Maury
- 2005 : L'Homme qui voulait passer à la télé d'Amar Arhab et Fabrice Michelin, France 2
- 2006 : Du goût et des couleurs de Michaëla Watteaux, France 2
- 2007 : Qui va à la chasse… de Olivier Laubacher, France 3
- 2008 : J'ai pensé à vous tous les jours de Jérôme Foulon, France 3
- 2011 : Les Ripoux anonymes de Claude Zidi et Julien Zidi, TF1
- 2015 : Rose et le soldat de Jean-Claude Barny, France 2
- 2021 : Meurtres à Marie-Galante de Marc Barrat, France 3
- 2022 : Tous Inconnus de Nicolas Hourès : Pascal Légitimus
- 2024 : L'Incroyable Embouteillage 2 : Vive les mariés ! de David Charhon, M6

##### Séries télévisées
- 1998-2003 : Crimes en série de Patrick Dewolf, 11 épisodes, France 2
- 1999: Eva Mag, 1 épisode, Canal+
- 2006-2009 : Les Tricheurs, 3 épisodes, France 3
- 2009 : Fais pas ci, fais pas ça, 1 épisode, France 2
- 2010 : Hero Corp, 5 épisodes France 4
- 2010 - 2013 : Ma femme, ma fille, deux bébés, 4 épisodes, M6
- 2010 : Camping Paradis, 1 épisode, TF1 : Sam Love
- 2010 : Les Virtuoses de Claude-Michel Rome, 1 épisode, TF1
- 2012 : Very Bad Blagues , 1 épisode, D8
- 2012 : Vestiaires, 1 épisode, France 2
- 2013 : VDM, la série, 14 épisodes, NT1
- 2014 : Scènes de ménages, 1 épisode, M6
- 2014 : Accusé, 1 épisode, France 2
- 2014-2015 : Frères d'armes, série télévisée historique de Rachid Bouchareb et Pascal Blanchard : présentation de Camille Mortenol
- 2015 : Caïn, saison 3 épisode 1, France 2
- 2016 : À votre service saison 3 de Florian Hessique
- 2017 : Scènes de ménages : Ça va être leur fête ! sur M6
- 2019 : Munch, saison 3 épisode 4 :  Le président du tribunal, TF1
- 2020 : H24, série télévisée d'Octave Raspail et Nicolas Herdt, TF1
- 2020 : Réunions, série télévisée de Laurent Dussaux, France 2
- 2020 : Capitaine Marleau, épisode Deux vies de Josée Dayan, France 3
- 2022 : Crime à Ramatuelle de Nicolas Picard-Dreyfuss, France 3
- 2022 : Darknet-sur-Mer, Prime Vidéo
- 2023 : Camping Paradis, épisode Magie au camping, TF1
- 2024 : R.I.P. Aimons-nous vivants ! de Frédéric Berthe, TF1

#### Websérie
- 2017 : Les Déguns, saison 4, épisode 10

#### Clip
- 2006 : Orange Duck, 1er clip du groupe Kiemsa'[6], aux côtés de Daniel Russo
- 2012 : Coucou, clip de la chanson de Colonel Reyel[7]
- 2021 : Dingue, clip de la chanson de Soprano

### Comme scénariste
- 1985 : Le téléphone sonne toujours deux fois !! de Jean-Pierre Vergne (collaboration à l'écriture)
- 1990 : La Télé des Inconnus (émission de télévision)
- 1997 : L'Homme idéal de Xavier Gélin
- 1997 : Abus de méfiance (court métrage) de lui-même
- 1998 : Jeudi 12 (téléfilm) de Patrick Vidal
- 2000 : Antilles sur Seine de lui-même
- 2005 : L'Homme qui voulait passer à la télé (téléfilm) d'Amar Arhab et Fabrice Michelin
- 2005 : La Famille Zappon (téléfilm) d'Amar Arhab et Fabrice Michelin
- 2006 : Du goût et des couleurs (téléfilm) de Michaëla Watteaux
- 2007 : New Délire d'Éric Le Roch

### Comme réalisateur
- 1997 : Abus de méfiance (court métrage)
- 2000 : Antilles sur Seine
- 2003 : Crimes en série (série télévisée), épisode Noirs destins
- 2014 : Les Trois Frères : le retour coréalisé avec Didier Bourdon et Bernard Campan

### Autres
- 1983 : Dorothée : Le Show
- 1985 : Le téléphone sonne toujours deux fois !! de Jean-Pierre Vergne - parolier (chanson Box Just Box)
- 1992 : Siméon d'Euzhan Palcy - auteur-interprète (chanson Rap des retraites)
- 2000 : Antilles sur Seine de lui-même - compositeur, parolier et interprète (chansons Carmella, Antiles S/S, Ti cœur à prendre, Le Rap des infirmières)
- 2005 : L'Homme qui voulait passer à la télé (téléfilm) d'Amar Arhab et Fabrice Michelin - directeur artistique et compositeur du générique
- 2004 : Les Cascadeurs (téléfilm) de  Laurent Germain-Maury - producteur
- 2014 : Les Trois Frères : le retour - coproducteur
- 2015 : Of Men and Mice (court métrage) de Gonzague Legout - producteur

## Doublage

### Cinéma

#### Films
| - Spike Lee dans : - Mo' Better Blues (1990) : Giant - Jungle Fever (1990) : Cyrus - Malcolm X (1992) : Shorty - Girl 6 (1996) : Jimmy - Mario Van Peebles dans : - Le Maître de guerre (1986) : Caporal « Stitch » Jones - New Jack City (1991) : Stone - Le Guerrier d'acier (1996) : Solo - Damon Wayans dans : - Colors (1988) : T-Bone - Allô maman, c'est encore moi (1990) : Eddie - Paul Calderon dans : - The King of New York (1990) : Joey Dalesio - Contre-enquête (1990) : Roger Montalvo - Doug E. Doug dans : - Rasta Rockett (1993) : Sanka Coffie - Opération Dumbo Drop (1995) : Harvey Ashford - Michael Beach dans : - Short Cuts (1993) : Jim Stone - Où sont les hommes ? (1995) : John Harris, Sr. | - 1986 : Platoon : Francis (Corey Glover) - 1987 : Mannequin : Hollywood (Meshach Taylor) - 1987 : La Bamba : Chino (Eddie Frias) - 1987 : Boire et Déboires : lui-même (Stanley Jordan) - 1987 : Balance maman hors du train : Lester (Branford Marsalis) - 1988 : Crocodile Dundee 2 : Le Rat (Jace Alexander (en)) - 1988 : Saïgon, l'enfer pour deux flics : Rogers (David Alan Grier) - 1991 : Histoire de fantômes chinois 3 : Fong (Tony Leung Chiu-wai) - 1993 : Streetfighter, la rage de vaincre : Louis Stevens (Mark Dacascos) - 1993 : Poetic Justice : Lucky (Tupac Shakur) - 1993 : Meteor Man : Michael Anderson (Eddie Griffin) - 1995 : Clockers : Ronald « Strike » Dunham (Mekhi Phifer) - 1996 : Spoof Movie : Cendar (Shawn Wayans) - 1996 : T-Rex : Theodore Rex (George Newbern) - 1997 : Rien à perdre : Terrance Paul Davidson (Martin Lawrence) - 1997 : Casper, l'apprenti fantôme : Grognon (Pauly Shore) - 1999 : Candyman 3 : Le Jour des morts : Miguel Velasco (Mark Adair-Rios) - 2002 : Barbershop : Jimmy James (Sean Patrick Thomas) - 2003 : Charlie's Angels 2 : Les anges se déchaînent ! : Jimmy Bosley (Bernie Mac) - 2006 : Vacances sur ordonnance : Senator Dillings (Giancarlo Esposito) - 2006 : Idlewild Gangsters Club : Monk (Jackie Long) - 2007 : New Délire : Bobby/le présentateur - 2017 : Sandy Wexler : lui-même (Arsenio Hall) |

#### Films d'animation
- 1990 : Les Jetson : le film : Rudy 2 (Ronnie Schell)
- 2006 : Les Rebelles de la forêt : Boog (Martin Lawrence)
- 2008 : Les Rebelles de la forêt 2 : Boog (Mike Epps)
- 2010 : Shrek 4 : Gastro (Craig Robinson)
- 2015 : Le Petit Prince : Le policier

#### Séries télévisées
- Mario Van Peebles dans :
  - La Loi de Los Angeles : Andrew Taylor
  - Sonny Spoon : Sonny Spoon
  - Rude Awakening : Marcus Adams
  - Damages : Agent Randall Harrison

- 1998-2000 : Le Flic de Shanghaï : Terrell Parker (Arsenio Hall)
- 2019 : Jett (en) : Charlie Baudelaire (Giancarlo Esposito)

## Radio
- 2011 : Le Journal du Rire, Rire et Chansons

## Distinctions
- César 1988 : nomination pour le César du meilleur espoir masculin pour L'Œil au beur(re) noir
- Festival du film policier de Cognac 2000 : prix Cognac-Tonic
- Membre de l'Académie Alphonse Allais depuis juin 2023[8]